# رودخانه کلینا
رودخانه کلینا (به انگلیسی: Klina (river)) رودخانه‌ای به‌طول ۶۲ کیلومتر است که در کوزوو جریان دارد.